# رخ‌نمانگاری (برنامه‌نویسی)

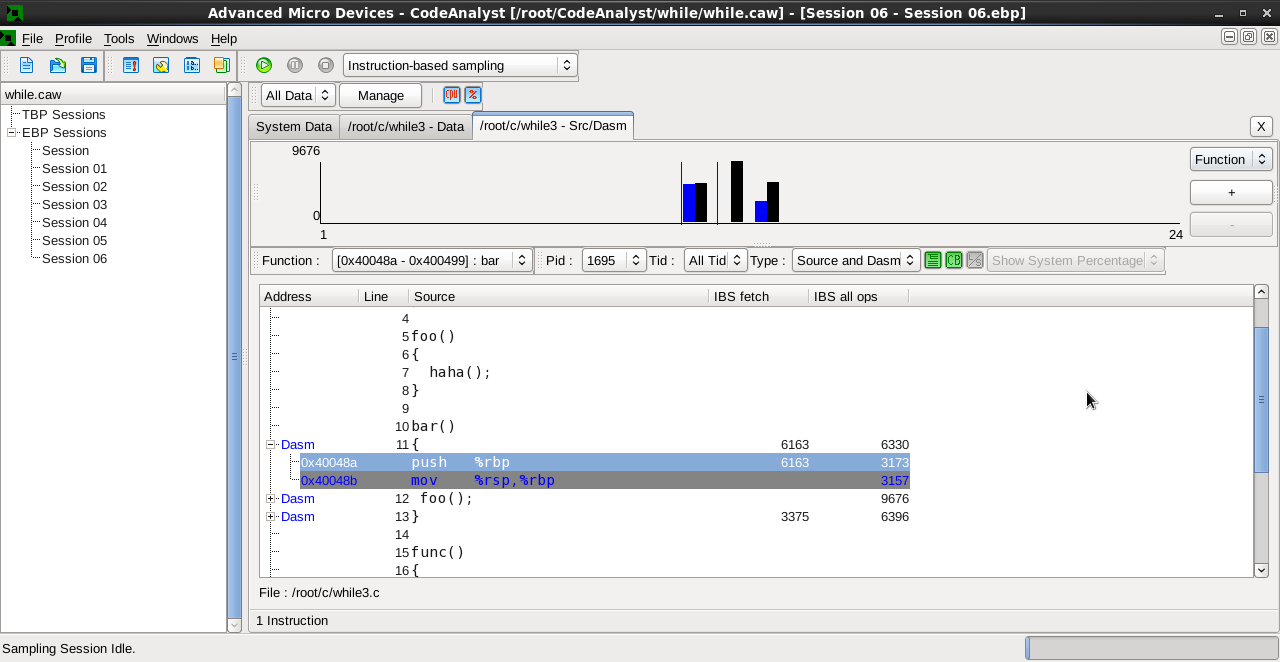
رخ‌نمانگاری (برنامه‌نویسی)

پروفایلینگ یا رُخ‌نمانگاری (به انگلیسی: Profiling) در مهندسی نرم‌افزار، (که به آن «رخ‌نمانگاری برنامه» یا «رخ‌نمانگاری نرم‌افزار» هم گفته می‌شود)، نوعی تحلیل برنامه پویا است که مثلاً فضا (حافظه) یا پیچیدگی زمانی یک برنامه، استفاده از دستورالعمل خاص، یا فراوانی و مدت‌زمان فراخوانی توابع را اندازه‌گیری می‌کند. معمولاً اطلاعات رخ‌نمانگاری به بهینه‌سازی برنامه کمک می‌کند.
عملیات رخ‌نمانگاری از طریق مجهزسازی کد منبع برنامه یا حالت اجرایی دودویی آن به یک ابزار که رخ‌نمانگار (به انگلیسی: profiler) یا رخ‌نمانگار کد نامیده می‌شود به دست می‌آید. رخ‌نمانگارها از فنون متفاوتی استفاده می‌کنند، مثل روش‌های رویداد-محور، احتمالی، ابزاری، یا شبیه‌سازی.